# Eva Logar
Eva Logar (* 8. März 1991 in Ljubljana) ist eine ehemalige slowenische Skispringerin.

## Werdegang
2003 gab sie ihr internationales Debüt bei den Springen der FIS-Ladies-Tournee. Am 16. Januar 2005 startete sie erstmals im Skisprung-Continental-Cup (COC). Bereits bei ihrem ersten Springen in Planica konnte sie mit Platz 17 COC-Punkte gewinnen. Bei den Junioren-Weltmeisterschaften 2006 in Kranj wurde sie Siebente. Ein Jahr später sprang sie in Tarvisio auf den 15. Platz. 2008 konnte sie in Zakopane nur den 19. Platz erreichen und 2009 in Štrbské Pleso den 14. Platz. Bei den Nordischen Skiweltmeisterschaften 2009 erreichte Logar den 27. Platz von der Normalschanze.
Zur Saison 2009/10 konnte sie die Sommerspringen bis auf ein Springen in Lillehammer immer unter den besten zehn beenden. Bei den Slowenischen Meisterschaften im Skispringen 2009 in Kranj gewann sie vor Špela Rogelj und Barbara Klinec ihren ersten nationalen Titel. In die Winter-Saison 2009/10 startete Logar erfolgreich. In ihrem ersten Springen in Rovaniemi verpasste sie mit dem vierten Platz das Podium nur knapp. Auch im Februar in Ljubno gelang ihr diese Platzierung. Nachdem sie in allen Saisonspringen nie Platzierungen außerhalb der Top 20 erreicht und die Saison mit einem Podestplatz in Zakopane abgeschlossen hatte, belegte sie am Ende den vierten Platz in der Continental-Cup-Gesamtwertung. Bei den Nordischen Junioren-Skiweltmeisterschaften 2010 in Hinterzarten belegte sie den zehnten Rang.
Nachdem sie zu Beginn des Sommer-Continental Cups einen kleinen Leistungseinbruch verzeichnen musste, konnte sie ab Oktober 2010 wieder in die Top 10 springen. Mit dem dritten Platz in Hinterzarten im Januar konnte sie sich erneut einen Podestplatz erkämpfen, bevor sie in Ljubno sogar Platz zwei erreichte. Bei den Nordischen Junioren-Skiweltmeisterschaften 2011 im estnischen Otepää sprang Logar auf den siebenten Platz im Einzel. Nachdem sie in Zakopane erneut das Podest erreicht hatte, startete sie am 25. Februar 2011 bei den Nordischen Skiweltmeisterschaften in Oslo im Einzel und erreichte auf Anhieb den vierten Platz, womit sie eine Medaille nur knapp verpasste. Die Saison 2010/11 beendete sie auf dem dritten Platz und konnte sich so noch einen Platz zum Vorjahr verbessern.
Für den neugeschaffenen Skisprung-Weltcup der Damen erhielt sie zur Saison 2011/12 noch keinen Startplatz und verblieb im Continental-Cup-Kader, wo sie jedoch ebenfalls nicht startete. Im Sommer 2012 sprang sie erfolgreich im ebenfalls neu eingeführten Skisprung-Grand-Prix mit und erreichte dabei in Courchevel, Hinterzarten und Almaty die Punkteränge. Am Ende erreichte sie den 11. Platz der Gesamtwertung. Daraufhin bekam sie am 23. November 2012 ihren ersten Start im Weltcup. Mit dem Mixed-Team erreichte sie in Lillehammer den siebenten Platz, bevor sie einen Tag später im Einzel auf den 20. Platz sprang und damit auch in ihrem ersten Einzelweltcup ihre ersten Weltcup-Punkte gewann. Am 2. Februar 2013 in Sapporo verpasste sie mit dem vierten Platz im Weltcup ihr erstes Weltcup-Podest um nur einen Platz. Trotz guter Leistungen erhielt Logar auf Grund der großen Leistungsdichte im slowenischen Team keinen Startplatz für die Nordischen Skiweltmeisterschaften 2013 im Val di Fiemme. Bei den Slowenischen Meisterschaften im Skispringen 2013 am 5. März 2013 holte Logar nach 2009 in Kranj ihren zweiten Meistertitel vor Urša Bogataj und Špela Rogelj.
Im Sommer-Grand-Prix 2013 sprang sie konstant unter die besten 15 und erreichte zwei vierte Plätze in Almaty als beste Einzel-Ergebnisse. In der Gesamtwertung belegte sie mit 180 Punkten den fünften Rang und damit ihr bestes Karriere-Ergebnis. Bei der Winter-Universiade 2013 in Predazzo belegte sie den vierten Rang im Einzel und den sechsten Rang im Mixed-Teamwettbewerb. Bei der Olympiapremiere des Damenskispringens in Sotschi belegte sie Rang 27.
Im Sommer-Grand-Prix 2014, der nur aus zwei Springen in Almaty bestand, belegte sie die Plätze vier und sechs in den Einzelspringen und Rang sechs in der Gesamtwertung. Damit erreichte sie zum zweiten Mal in Folge die besten zehn in der Grand-Prix-Gesamtwertung. In der Weltcup-Saison 2014/15 sprang sie immer in die Punkteränge mit Platz elf in Oberstdorf als bestes Saisonergebnis. Bei den Nordischen Skiweltmeisterschaften 2015 in Falun belegte sie den 26. Platz im Einzel. Auch in der Saison 2015/16 landete sie im Weltcup immer unter den besten 30. Ihr bestes Saisonergebnis war Platz zehn in Almaty.
Am 2. und 3. Juli 2016 gewann sie die beiden FIS-Cup-Springen in Villach und damit ihre ersten FIS-Cup-Siege. Bei den Slowenischen Meisterschaften 2016 in Planica gewann sie hinter Maja Vtič und Ema Klinec die Bronzemedaille. In der Weltcup-Saison 2016/17 kam sie nicht an ihre Leistungen der vorherigen Jahre heran. Ihre beste Saisonplatzierung war Platz 15 in Zaō, jedoch verpasste sie auch mehrmals sie Punkteränge.
Im Sommer 2017 ging Logar noch im FIS Cup in Villach an den Start, wo sie die Plätze sechs und elf belegte. Anfang August 2017 beendete sie ihre Karriere.

## Erfolge

### Weltcup-Platzierungen
| Saison  | Platz | Punkte |
| ------- | ----- | ------ |
| 2012/13 | 15.   | 284    |
| 2013/14 | 17.   | 289    |
| 2014/15 | 21.   | 142    |
| 2015/16 | 26.   | 106    |
| 2016/17 | 37.   | 057    |

### Grand-Prix-Platzierungen
| Saison | Platz | Punkte |
| ------ | ----- | ------ |
| 2012   | 11.   | 100    |
| 2013   | 05.   | 180    |
| 2014   | 06.   | 090    |
| 2016   | 35.   | 008    |

### Continental-Cup-Platzierungen
| Saison  | Platz | Punkte |
| ------- | ----- | ------ |
| 2004/05 | 32.   | 036    |
| 2005/06 | 24.   | 139    |
| 2006/07 | 18.   | 243    |
| 2007/08 | 21.   | 187    |
| 2008/09 | 33.   | 099    |
| 2009/10 | 04.   | 632    |
| 2010/11 | 03.   | 704    |

### Schanzenrekorde
| Ort     | Land       | Weite             | aufgestellt am | Rekord bis |
| ------- | ---------- | ----------------- | -------------- | ---------- |
| Villach | Österreich | 98,0 m (HS: 98 m) | 14. Juli 2013  | aktuell    |